# Cnemaspis scalpensis
Cnemaspis scalpensis är en ödleart som beskrevs av  Ferguson 1877. Cnemaspis scalpensis ingår i släktet Cnemaspis och familjen geckoödlor. Inga underarter finns listade i Catalogue of Life.